# Xylodus
Xylodus is een geslacht van Phasmatodea uit de familie Phasmatidae. De wetenschappelijke naam van dit geslacht is voor het eerst geldig gepubliceerd in 1859 door Saussure.

## Soorten
Het geslacht Xylodus is monotypisch en omvat slechts de volgende soort:
- Xylodus adumbratus Saussure, 1859